# Henri Leclercq
Pour les articles homonymes, voir Leclercq.
Cet article possède des paronymes, voir Henri Leclaire et Henri Leclerc.
Dom Henri Leclercq, né le 4 décembre 1869 à Tournai et mort le 23 mars 1945 à Londres, est un théologien et historien de l'Église catholique franco-belge. Il publia notamment une histoire des Martyrs en 15 volumes, allant des origines du christianisme aux temps modernes, ainsi qu'une Histoire du déclin et de la chute de la monarchie française (10 vol.). Il traduisit également en français la monumentale Histoire des Conciles (16 vol.) du théologien allemand Karl Joseph von Hefele.

## Biographie
Né le 4 décembre 1869 à Tournai en Belgique de parents français, Henri Leclercq entame une carrière militaire ; en 1893 il est lieutenant dans un régiment d'infanterie mais, deux ans plus tard, décide d'entrer dans les Ordres. Le 15 janvier 1895, Henri Leclercq fait profession à l'abbaye Saint-Pierre de Solesmes. Envoyé l'année suivante à l'abbaye Saint-Michel de Farnborough en Angleterre, il est ordonné prêtre le 24 août 1898 mais des désaccords avec ses supérieurs l'amèneront à demander sa sécularisation et il deviendra notamment prêtre de l'archidiocèse de Westminster en 1924.
Henri Leclercq meurt le	23 mars 1945 à Londres, chez les Dames de Sion dont il était depuis longtemps l'aumônier.
On doit à Henri Leclercq, spécialiste de liturgie et d'histoire de l'Eglise, autodidacte et auteur prolifique notamment : Monumenta Ecclesiae liturgica ; Dictionnaire d'archéologie chrétienne et de liturgie ; Manuel d'archéologie chrétienne ; L'Afrique chrétienne ; l'Espagne chrétienne ; les Martyrs ; L'Eglise Sainte Marguerite au faux-bourg Saint-Antoine ; Saint Benoît-sur-Loire. Les reliques, le monastère, l'église ; Histoire de la Régence pendant la minorité de Louis XV ; Les journées d'Octobre et la fin de l'Année ; Histoire du déclin et de la chute de la monarchie française ; Saint Jérôme ; Vie de N.-S. Jésus Christ ; La vie chrétienne primitive ; L'ordre bénédictin ; Dom J. Mabillon.
Il travailla avec Dom Cabrol avec qui il publia notamment un Dictionnaire d'archéologie chrétienne et de liturgie.
En 1922, son Histoire de la Régence pendant la minorité de Louis XV sera récompensé par le Prix Thiers et en 1930, il obtiendra le Grand Prix Gobert pour les trois premiers tomes de son Histoire du Déclin et de la Chute de la Monarchie Française (I : « Les Journées d'Octobre et la fin de l'année 1789 » ; II : « Vers la Fédération (Janvier - Juillet 1789) » ; III : « La Fédération (Janvier - Juillet 1789) »).
L'Institut de France sur proposition de l'Académie française lui décerne en 1937 le prix Jean-Jacques-Berger pour trois de ses ouvrages, La Fuite du roi, L'Eglise constitutionnelle et La propagande révolutionnaire.

## Publications (sélection)

### Ouvrages
- L'Afrique chrétienne, 2 volumes. Paris : V. Lecoffre, 1904 ;
- L'Espagne chrétienne, 2 volumes. Paris : V. Lecoffre, 1906 ;
- Manuel d'archéologie chrétienne depuis les origines jusqu'au VIIIe siècle, 2 volumes (vol. I & vol. II). Paris : Letouzey et Ané, 1907 ;
- Histoire de la Régence pendant la minorité de Louis XV, 3 vol. (523 p., 529 p., 509 p.). Paris : E. Champion, 1921-1922 ;
- La vie chrétienne primitive, 1 vol. (87 p.). Paris : Rieder, 1928 ;
- L'ordre bénédictin, 1 vol. (80 p.). Paris : Rieder, 1930.

### Traduction
- Karl Joseph von Hefele (trad. de l'allemand par Dom Henri Leclercq), Histoire des Conciles, d'après les documents originaux (nouvelle traduction française faite sur la deuxième édition allemande corrigée et augmentée de notes critiques et bibliographique) [« Conciliengeschichte »], Paris, Librairie Letouzey et Ané (lire en ligne)
  - vol. 1 : Histoire des Conciles (Introduction - Livre 1er : conciles antérieurs à celui de Nicée - Livre 2e : le premier concile œcuménique de Nicée en 325), t. I, partie 1, 1907, 632 p. (lire en ligne)
  - vol. 2 : Histoire des Conciles (Livre 3e : du premier concile œcuménique au concile sardique - Livre 4e : concile de Sardique et de Philippopolis - Livre 5e : du concile de Sardique au second concile général - Livre 6e : les conciles de Laodicée et de Gangres), t. I, partie 2, 1907, 595 p. (lire en ligne)
  - vol. 3 : Histoire des Conciles (Livre 7e : le second concile œcuménique de Constantinople en 381 - Livre 8e : du deuxième au troisième concile œcuménique - Livre 9e : troisième concile œcuménique à Éphèse en 431 - Livre 10e : du troisième concile au quatrième concile œcuménique), t. II, partie 1, 1908, 646 p. (lire en ligne)
  - vol. 4 : Histoire des Conciles (Livre 11e : quatrième concile œcuménique à Chalcédoine en 451 - Livre 12e : derniers conciles du Ve siècle - Livre 13e : conciles de la première moitié du VIe siècle jusqu'au commencement de la discussion sur les trois chapitres), t. II, partie 2, 1908, 751 p. (lire en ligne)
  - vol. 5 : Histoire des Conciles (Livre 14e : discussion sur les trois chapitres et Ve concile œcuménique - Livre 15e : depuis le Ve concile œcuménique jusqu'aux premières discussions sur le monothélisme - Livre 16e : le monothélisme et le VIe concile œcuménique - Livre 17e : depuis le VIe concile œcuménique jusqu'au début de l'iconoclasme), t. III, partie 1, 1909, 600 p. (lire en ligne)
  - vol. 6 : Histoire des Conciles (Livre 18e : les iconoclastes et le VIIe concile œcuménique - Livre 19e : conciles étrangers à l'iconoclasme tenus entre 738 et 788 - Livre 20e : conciles tenus depuis 788 jusqu'à la mort de Charlemagne en 814), t. III, partie 2, 1910, 676 p. (lire en ligne)
  - vol. 7 : Histoire des Conciles (Livre 21e : époque de Louis le Débonnaire et de Lothaire Ier jusqu'au commencement des discussions de Gotescalc (814-847) - Livre 22e : conciles durant les discussions soulevées par Gotescalc de 848 à 860 - Livre 23e : conciles relatifs à Lothaire, Rothade, Hincmar de Laon et Photius de 860 à 867 - Livre 24e : le VIIIe concile œcuménique tenu en 869 - Livre 25e : réintégration et seconde déposition de Photius), t. IV, partie 1, 1911, 612 p. (lire en ligne)
  - vol. 8 : Histoire des Conciles (Livre 26e : conciles occidentaux de 870 à 900 inclusivement - Livre 27e : conciles du Xe siècle - Livre 28e : première moitié du XIe siècle, depuis la mort de Sylvestre II jusqu'à l'élévation de Léon IX - Livre 29e : époque de Saint Léon et de ses deux successeurs immédiats - Livre 30e : époques des papes Nicolas II et Alexandre II), t. IV, partie 2, 1911, 846 p. (lire en ligne)
  - vol. 9 : Histoire des Conciles (Livre 31e : conciles sous le pontificat de Grégoire VII - Livre 32e : de la mort de Grégoire VII au concordat de Worms et au IXe concile œcuménique - Livre 33e : conciles du IXe concile œcuménique au conflit avec les Hohenstaufen, 1124-1152), t. V, partie 1, 1912, 847 p. (lire en ligne)
  - vol. 10 : Histoire des Conciles (Livre 34e : conciles de 1152 à 1198 - Livre 35e : Innovent III et les conciles tenus sous son règne, XIIe concile général - Livre 36e : Frédéric II, 1216-1250), t. V, partie 2, 1913, 931 p. (lire en ligne)
  - vol. 11 : Histoire des Conciles (Livre 37e : de la mort de Frédéric II au XIVe concile œcuménique (1250-1274) - Livre 38e : du XIVe concile œcuménique jusqu'à Boniface VIII - Livre 39e : Boniface VIII - Livre 40e : pontificat de Clément V jusqu'au XVe concile œcuménique, exil d'Avignon, procès contre les Templiers et contre Boniface VIII), t. VI, partie 1, 1914, 672 p. (lire en ligne)
  - vol. 12 : Histoire des Conciles (Livre 41e : XVe concile œcuménique à Vienne, 1311-1312 - conciles jusqu'à Jean XXII, 1316 - Livre 42e : du pape Jean XXII à la fin de l'exil d'Avignon (1316-1378) - Livre 43e : le grand schisme d'occident, de l'élection d'Urbain VI au concile de Pise (1378-1409)), t. VI, partie 2, 1915, 890 p. (lire en ligne)
  - vol. 13 : Histoire des Conciles (Livre 44e : le concile de Pise et Grégoire XII, contre-synode tenu à Cividale en 1409 - Livre 45e : concile de Constance, 1414-1418 - Livre 46e : période comprise entre les conciles de Constance et de Bâle), t. VII, partie 1, 1916, 662 p. (lire en ligne)
  - vol. 14 : Histoire des Conciles (Livre 47e : le concile de Bâle jusqu'à sa translation à Ferrare et à Florence (1431 à 1437) - Livre 48e : concile de Ferrare-Florence. Union avec les Grecs. Schisme des pères de Bâle - Livre 49e : fin des conciles de Florence et de Bâle - Livre 50e : du concile de Bâle au cinquième concile de Latran par le cardinal Hergenrœther), t. VII, partie 2, 1916, 704 p. (lire en ligne)
  - vol. 15 : Histoire des Conciles (Livre 50e : du concile de Bâle au cinquième concile de Latran (suite) - Livre 51e : le dix-huitième concile général, cinquième de Latran), t. VIII, partie 1, 1917, 620 p. (lire en ligne)
  - vol. 16 : Histoire des Conciles (Livre 52e : le protestantisme. précédents du concile de Trente), t. VIII, partie 2, 1921, 640 p. (lire en ligne)

### Sources et bibliographie
- « Leclercq d'Orlaincourt (Henri) », In: Patrimoine littéraire européen : Index général, de Jean-Claude Polet. De Boeck Supérieur, 2000.  (ISBN 2804131629)
- Victor Chapot, « Henri Leclercq (1869-1945) », In: Revue archéologique, 6e série, tome 37 (janvier - mars 1951), pp. 203-205.
- (en) « Leclercq, Henri », New Catholic Encyclopedia, sur encyclopedia.com
- (en) « Henri Leclercq », sur oxfordreference.com